# Incendie du Kent, 1825
L’Incendie du Kent, 1825 est un tableau réalisé en 1828 par le peintre français Théodore Gudin. Cette huile sur toile représente le naufrage du navire britannique le Kent, survenu en 1825. Conservée au musée national de la Marine, l'œuvre est un dépôt du musée du Louvre.

## Contexte historique
Le 28 février 1825, le Kent, vaisseau de la Compagnie anglaise des Indes orientales, fait naufrage suite à un incendie s’étant déclaré lors d’une tempête. Le brick anglais Cambria parvient à s’approcher du navire, mais la tempête complique l’opération de sauvetage, ce qui fera de nombreuses victimes parmi les 650 personnes à bord.

## Description et analyse
Le tableau représente la scène du naufrage. Au premier plan, Gudin peint deux embarcations où les rescapés sont entassés les uns sur les autres. Certains sont tombés à l’eau. La composition du tableau est organisée en diagonales, avec, au second plan, le Kent en train de chavirer, témoignant de la violence des vagues. La mer, le ciel orageux et la fumée de l'incendie se confondent, tandis qu’une éclaircie à l'arrière-plan fait apparaître le Cambria.
Spécialisé dans les scènes de naufrages et de combats navals, Théodore Gudin peint cette scène sur un grand format (H. 320; l. 482 cm), pour accentuer l’effet dramatique et susciter chez le spectateur une intense émotion face à la détresse des naufragés.

## Réception
La toile est exposée au Salon de peinture et de sculpture du Louvre de 1827, où elle rencontre un certain succès, qui contribue à faire connaître Gudin, alors âgé de 26 ans. Deux ans plus tard, en 1830, il est nommé peintre de la Marine royale.